# Stibor de Stiboricz

Blazonul nobiliar al familiei Stibor de Stiboricz

Stibor de Stiboricz (în maghiară Stiboriczi Stibor) (cca. 1348 - 1414)  a fost un voievod de origine poloneză a Transilvaniei între anii 1395-1401 (prima oară) și 1410-1414 (a doua oară).